# Campeonato Paraense de Futebol de 1975
O Campeonato Paraense de Futebol de 1975 foi a 63.ª edição da principal divisão do futebol do Pará. Organizada pela Federação Paraense de Futebol, a competição contou com a participação de oito clubes. O Remo sagrou-se campeão, conquistando seu 25º título estadual, enquanto o Paysandu ficou com o vice-campeonato. Alcino, do Remo, foi o maior goleador do certame, com 21 gols marcados.
Tanto o campeão Remo e quanto o vice-campeão Paysandu também conseguiram o direito de participar do Campeonato Nacional de Clubes de 1976.

## Participantes
| Equipe             | Cidade    | Títulos (mais recente) | Part. |
| ------------------ | --------- | ---------------------- | ----- |
| Castanhal          | Castanhal | 0 (não possui)         | 1ª    |
| Liberato de Castro | Belém     | 0 (não possui)         | 11    |
| Paysandu           | Belém     | 28 (1972)              | 59    |
| Remo               | Belém     | 24 (1974)              | 59    |
| Sport Belém        | Belém     | 0 (não possui)         | 8     |
| Sporting           | Belém     | 0 (não possui)         | 6     |
| Tiradentes-PA      | Belém     | 0 (não possui)         | 2     |
| Tuna Luso          | Belém     | 8 (1970)               | 41    |

## Premiação
| Campeonato Paraense de 1975  |
| Belém                        |
| ---------------------------- |
| Remo Tricampeão (25º título) |